# Марсела Марич
Марсела Марич (18 жовтня 1996) — хорватська стрибунка у воду.
Учасниця Олімпійських Ігор 2016 року, де в стрибках з 3-метрового трампліна посіла 25 місце.